# Cyclommatus tittonii
Cyclommatus tittonii is een keversoort uit de familie vliegende herten (Lucanidae). De wetenschappelijke naam van de soort is voor het eerst geldig gepubliceerd in 1983 door Lacroix in Lacroix, Ratti & Taroni.